# Colinus suilium
Colinus suilium — викопний вид куроподібних птахів родини токрових (Odontophoridae). Вид існував у плейстоцені в Північній Америці. Скам'янілі рештки рештки птаха знайдені у штаті Флорида. Голотипу надано номер UF/PB 1291 і він складається з елементу кінцівок (ліва плечова кістка).